# Nuevo ciclo
Nuevo ciclo è un album del gruppo musicale spagnolo Chambao, prodotto da Eduardo Cabra e pubblicato nel 2016.

## Tracce
1. Camino libre
2. A veces
3. Dentro de mi pecho
4. Imagina (con Juanito Makandé)
5. En la raíz
6. Desde el origen
7. La danza del tiempo
8. Sin avisar
9. Dondandaré
10. Aquí y ahora
11. Mejor versión
12. Salir al sol